# Liu Yunqiao
Liu Yunqiao, 劉雲樵, zi Xiaochen 笑尘, soprannominato "Xiaobawang" 小霸王. (1909 – 24 gennaio 1992), è stato un artista marziale cinese.
Liu Yunqiao è il nome in Pinyin. Egli è nato nel villaggio Beitoucun 北头村 dell'area di Cangxian nella provincia di Hebei nella Cina del Nord nel 1909 ed è morto nel 1992 a Taiwan.
Ha studiato fin da bambino Mizongyi 迷蹤藝 da Zhang Yaoting 張耀庭, anche detto Zhang Kuaitui 張快腿, che serviva come Guardia del Corpo la famiglia Liu. Sempre con lo stesso insegnante ha studiato Taizu Changquan 太祖長拳. Da Li Shuwen ha appreso il Bājíquán, il Piguazhang e la lancia.
In seguito ha viaggiato nello Shandong dove ha potuto imparare Liuhe Tanglangquan da Ding Zicheng e Baguazhang da Gong Baotian.
Entrato nell'esercito ha partecipato alla guerra antigiapponese e alla guerra civile contro i Comunisti. A causa dell'esito favorevole a questi ultimi è fuggito a Taiwan dove ha assunto l'incarico di istruttore di Wushu delle guardie del corpo di Chiang Kai-shek.
Fonda la rivista "Wutan Zazhi" 武坛杂志.